# قبس سيبيري
قبس سيبيري (الاسم العلمي:Phlox sibirica) هو نوع من النباتات يتبع جنس القبس من الفصيلة البولامونية.